# Aphis seneciocrepiphaga
Aphis seneciocrepiphaga är en insektsart som beskrevs av Pashtshenko 1992. Aphis seneciocrepiphaga ingår i släktet Aphis och familjen långrörsbladlöss. Inga underarter finns listade i Catalogue of Life.